# 西田美術館
西田美術館（にしだびじゅつかん、NISHIDA MUSEUM OF ART）は、富山県中新川郡上市町郷柿沢に所在する私設の美術館。日本博物館協会、富山県博物館協会会員。

## 概要
富山県の医薬品製造企業である、富士化学工業が運営する私設の美術館で、富士化学工業の創設者である西田安正が30年以上かけて国内外で収集した美術品を収蔵展示している。
美術館は、富士化学工業郷柿沢工場敷地内入口にあり、1988年（昭和63年）8月に第一棟を建設、一部希望者に限り公開していたが、第二棟を第一棟に隣接して建設、これを機に正式に西田美術館として1993年（平成5年）9月3日に開館式典を行い、翌9月4日より一般公開を開始した。
建物は延床面積1,240m2で、第一棟には第1・第2展示室が、第二棟には第3・第4展示室があり、いづれも2階建てである。また第4展示室前にある2階休憩室からは、前庭越しに立山連峰の剱岳、大日岳（大日連峰）、毛勝三山などの山々を眺望できる。
収蔵品は、西田安正が30年以上かけて国内外で収集した美術品約3,000点の中から約450点を常設展示しており、地中海沿岸地方とシルクロードで交流していた頃の、中国の陶磁器やペルシャ陶器、また土器、石造など、富山県出身の曼荼羅画家前田常作のマンダラ図、山元櫻月の富士山、木の板に聖母マリアや聖人たちを描いたギリシャ正教の遺産で、ロシアで18世紀から19世紀に制作されたロシアイコン、ハンガリーの画家ガランボシュ・タマーシュの作を数多く収蔵している。
2018年（平成30年）8月より、越中おわら節の歌い手の名手といわれた江尻豊治を紹介する常設展示を開始した。これら展示資料は、豊治の孫より寄贈されたものである。

## 展示室・施設
- 1階
  - 受付、前庭、無料駐車場
  - 第1展示室、第3展示室
- 2階
  - 第2展示室、第4展示室、休憩室（剱岳資料・図書コーナー[6]）

## 開館時間および休館日
開館時間
- 午前9時30分から午後4時30分（入館は午後4時まで）

休館日
- 月曜日・火曜日、年末年始（その他メンテナンスや展示替えにて臨時休館の場合あり）
- 新型コロナウイルス感染拡大防止対策のため、2020年4月9日(木)より臨時休館中。再開日は未定

## 観覧料
- 常設展・館蔵品展観覧料
  - 一般 500円、大学生 300円、高校生以下 無料（各種割引あり）
- 企画展観覧料
  - 一般 700円、大学生 400円、高校生以下 無料（各種割引あり）

## 交通アクセス
- 富山地方鉄道本線 新宮川駅より 徒歩約15分
- 富山地方鉄道本線 上市駅より 車で約5分
- 北陸自動車道 上市スマートICより車で 約3分
- 北陸自動車道 滑川ICより車で 約10分
- 北陸自動車道 立山ICより車で 約15分